# Karmatronic
A Karmatronic elektronikus zenei duót 2004-ben alapította Budapesten az olasz-magyar Achilles Filippo Sparta és a Krajczár Péter "Krash" zenei producerek, DJ-k.

## Története
A duó első közös dala My Radio címmel jött ki. Az igazi áttörés 2006-ban következett be a Karmatronic életében, amikor az amerikai Sony BMG-től felkérést kaptak egy Beyonce remix elkészítésére. A remix rögtön a világ slágerlistáinak élére került. A siker láttán folyamatosan érkeztek a felkérések: Britney Spears, Shakira, The Pussycat Dolls, John Legend, Kelly Rowland, Tiesto, 3 Six Maffia, Jennifer Hudson, Wycleaf Jean. Beyoncenak eddig 6 hivatalos remixet készítettek, melyek az egész világon megjelentek, óriási sikerrel. 
2012 legfontosabb fellépése a labdarúgó-Európa-bajnokság lengyelországi megnyitó gálája, ahol a stadionban 60.000 ember előtt, az erre az alkalomra írt The Game Of The World című új dalt is előadták elő, 800 táncossal. A televíziós közvetítéseknek köszönhetően közel 300 millióan követték figyelemmel szerte a világon.
A Metropol Photo Challenge a világ legnagyobb fotópályázata, melyen csaknem kétezer magyar pályázó 7500 fotója is részt vett. A rengeteg kép közül a hallás kategóriában Rakó Alex munkáját ítélte a magyar zsűri a legjobbnak, melyen a világhírű zenei producer, Karmatronicból Achilles Filippo Sparta látható, zenélés közben.

## Diszkográfia
CD és iTunes hivatalos megjelenések
- 2005-12-01 Akama (karmatronic) - My Radio / Deejay parade (Radio Deejay compilation)
- 2006-10-31 Beyoncé - ring the alarm Karmatronic remix / Sony-Bmg
- 2007       Beyoncé & Shakira - Beautiful Liar Karmatronic Remix / Columbia Sony
- 2007-03-27 Karmatronic (Mokka Lounge 2) - My Radio Chill remix
- 2007-05-18 Dreamgirls (Beyoncé) - Listen Karmatronic remix / Columbia. Sony
- 2007-05-18 Dreamgirls (Jennifer Hudson) - I'm Somebody Karmatronic remix / Columbia Sony
- 2007-07-24 NEO -Absolution Karmatronic Remix / Magneoton
- 2007-08-07 Karmatronic - My Radio
- 2007-09-08 Amerie - Take a Control Karmatronic Remix / Sony BMG
- 2007-12-06 Karmatronic -The Force
- 2008-01-22 Karmatronic - promise
- 2008-03-18 Kelly Rowland - Come Back Karmatronic remix / Sony BMG
- 2008-03-19 Anima Sound System - World at War Karmatronic Remix
- 2008-06-21 Michelle Williams - We Break The Dawn Karmatronic Remix / Sony BMG
- 2008-12-02 Mary Mary - Get Up Karmatronic Remix / Sony
- 2009-02-03 The Pussycat Dolls - I Hate This Part Karmatronic Remix
- 2009-02-03 Beyoncé - if i were a boy Karmatronic Remix / Sony
- 2009-02-10 Beyoncé - Single Lady Karmatronic Remix / Sony
- 2009-02-13 John Legen - Green Light feat Andre 3000 Karmatronic remix / SONY
- 2009-03-19 Karmatronic feat Leaf - Mast Have Been (Mokka lounge)
- 2009-04-05 Rob Dova - Your Love Karmatronic Remix
- 2009-04-25 3BE-Rewinde Karmatronic Remix / Sea To Sound Records
- 2009-05-09 Kelly Rowland - Like This Karmatronic Remix
- 2009-05-13 Beyoncé - Halo Karmatronic Remix /Sony
- 2009-07-09 Beyoncé - EGO Karmatronic Remix / Sony
- 2009-08-25 Karmatronic feat Lexa Michell -Stay With Me / StadiumRed
- 2009-08-31 Maxwell - Bad Habits Karmatronic Remix / Columbia Sony
- 2009-09-30 Beyoncé - Díva Karmatronic remix
- 2009-11-02 Jennifer Lopez Feat Pitbull -Fresh out the oven Karmatronic Remix / Sony
- 2009-11-03 Boys Like Girls Feat Taylor Swift - Two is better Than one Karmatronic Remix / Sony
- 2009-12-30 Karmatronic - Hi Helen
- 2009-12-31 Jordin Sparks - S.O.S. (let the Music Play) Karmatronic remix / Sony
- 2010-02-28 Livvi Frank -Automatic Karmatronic Remix /Sony
- 2010-04-20 Train - Hey Soul Sister Karmatronic Remix /Sony
- 2010-04-20 Ali King - Losing My Minde Karmatronic Remix /Fuego Records
- 2010-04-27 Solange Knowels - Sandcastle Disco Karmatronic Remix / Music World Music Lcc
- 2010-04-28 Three Six mafia VS Tiesto feat flo rida and Sean Kingstone Karmatronic Remix /Sony
- 2010-06-10 Paola & Chiara - pioggia D'estate Karmatronic Remix / Trepetre s.r.l.
- 2010-09-19 Zagar - Sound and Lights Karmatronic Chill Remix / Mole Listening pearls
- 2010-11-14 If Mayra Veronica - You Wanna Fly Karmatronic remix / MVA Music
- 2010-11-25 Jacinta & Cybersutra - I See Fire Karmatronic remix / Kult Records
- 2011-02-09 Zagar - Wings Of Love Karmatronic & Candyman de marquis Remix / Mole
- 2011-03-15 Tiffany Evans - I'll Be There Karmatronic Remix /Sony
- 2011-04-15 Britney Spears - Till The World Ends Karmatronic remix / Sony
- 2011-06-23 Audiotype Lullabay Karmatronic remix
- 2011-07-05 Yenn - So Good To Be Wrong Karmatronic Remix / Down Under
- 2011-08-23 Karmatronic - Mambo Italiano 2011 / Overground Digital
- 2011-11-22 Web Are Rock Stars feat Karmatronic - Let It Beat (Coca Cola official song)
- 2012-01-16 Foster The People -Call it What you want Karmatronic Remix / Sony Columbia
- 2012-04-14 Foster the People - Dont Stop Karmatronic Remic /Sony Columbia
- 2012-05-01 Compact Disco - Sound Of Our Heart Karmatronic remix / CLS
- 2012-08-08 Karmatronic feat. MC Ron - The Game Of The World (UEFA opening Ceremony) /Universal Publishing
- 2013-05-05 Karmatronic - Cant Stop / Universal Publishing
- 2013-06-16 Karmatronic feat Georg Moon - Are You With Me / Universal Publishing

## További információ
- Hivatalos honlap (archív változat)
- Facebook oldal